# Jeanne Vuilliomenet-Challandes
Jeanne Vuilliomenet-Challandes (La Chaux-de-Fonds, 19 januari 1870 - aldaar, 15 januari 1938) was een Zwitserse feministe en journaliste.

## Biografie
Jeanne Vuilliomenet-Challandes was een dochter van Aimé Challandes, monteur van horloges, en Marie Louise Guillod. In 1895 huwde ze schilder Paul Edouard Vuilliomenet. Ze studeerde aan de kunstschool van Neuchâtel en bouwde een grote literaire kennis op. In 1908 was ze medeoprichtster van Association pour le suffrage féminin van La Chaux-de-Fonds, een organisatie die opkwam voor het vrouwenstemrecht. Ze zou zich actief inzetten in de Neuchâtelese beweging voor het vrouwenstemrecht en was van 1914 tot 1918 ook secretaresse en van 1926 tot 1932 lid van het Schweizerischer Verband für Frauenstimmrecht. Daarnaast was ze journaliste en schreef ze vanaf 1924 geregeld voor het blad Mouvement féministe. Ze was vanaf 1933 tevens redactrice van Notre samedi soir, een literair tijdschrift voor vrouwen.